# Brwilno (Nowy Duninów)
Pour les articles homonymes, voir Brwilno.
Brwilno (prononciation : [ˈbrvilnɔ]) est un village polonais de la gmina de Nowy Duninów dans le powiat de Płock de la voïvodie de Mazovie dans le centre-est de la Pologne.

## Histoire
De 1975 à 1998, le village appartenait administrativement à la voïvodie de Płock.